# 相馬斉胤
相馬 斉胤（そうま なりたね）は、江戸時代中期の陸奥国相馬中村藩の世嗣。通称は伊織。

## 略歴
8代藩主・相馬恕胤の次男として誕生。母は青山幸秀の娘。
確証はないが、在世中の期間は徳川家斉が将軍になる直前、すなわち将軍・家治の世子となっていた時期に相当するため、何かしらの理由によって「斉」の字を彼から賜ったものとみられる（父・恕胤が徳川家重に御目見することがあったので、斉胤も家治・家斉に御目見する機会があったのではないかと推測される）。
兄・信胤が夭折したため、安永元年（1772年）に嫡子となったが、病弱のため翌安永2年（1773年）に廃嫡された。その後、相馬中村城下に移り住み、天明5年（1785年）死去した。戒名は洞龍院殿雲外恭眠大居士。
弟・祥胤が斉胤の後の嫡子となり、9代藩主に就任した。